# Parlamento (programa de televisión)
Parlamento es un programa semanal de televisión, emitido por La 1 de TVE que aborda la actualidad política de las Cortes Españolas.

## Formato
Con breves reportajes se hace un repaso de las cuestiones que han sido noticia a lo largo de la semana en el Congreso de los Diputados y el Senado de España. Además, se invita a diputados y senadores a debatir en plató sobre un tema de interés para los ciudadanos.

## Historia
El programa se estrenó el 9 de abril de 1978 con el título de Tribuna del Parlamento y vino a coincidir con las Cortes Constituyentes de España. En aquella época el programa estaba dirigido por Mauro Muñiz, con realización de José Miguel Sierra y colaboración de Alberto Delgado y Santiago López Castillo. Tras una pausa de un año (en 1979 no se emitió), en enero de 1980 el espacio vuelve a las pantallas, rebautizado como simplemente Parlamento con el mismo director y la presentación de Manuel Almendros. La labor de Muñiz al frente del espacio no estuvo exenta sin embargo de acusaciones de falta de parcialidad por parte de la oposición y finalmente sería relevado de su puesto en 1981 y sustituido por Santiago López Castillo. En esa etapa la presentación corrió a cargo de Adela Cantalapiedra.
El programa volvió a cancerlarse tras la llegada a la dirección de RTVE de José María Calviño, a principios de 1983 No regresaría a las pantallas hasta octubre de ese mismo año, con un nuevo título Las Cortes de España, dirigido por Manuel Roglán y presentado por Florencio Solchaga (1983-1984) y durante unos meses por Rosa María Artal. Tras la pausa de verano de 1985, el espacio regresó con nuevo título, Diario de sesiones, y con nueva presentadora: María Teresa Campos. El espacio siguió con ese título hasta diciembre de 1986. Tras un año sin emisiones, el programa regresó a la parrilla de TVE en octubre de 1988, retomando su título original de Parlamento. Durante esa etapa, y hasta 1996, el director y presentador fue el periodista gallego Manuel Lombao.
Tras la victoria en las elecciones generales de 1996 del Partido Popular y el relevo en la cúpula directiva de Televisión española, Lombao fue cesado en su opuesto al frente del programa y sustituido por Santiago López Castillo, que ya se había responsabilizado del programa a principios de la década de 1980. López Castillo fue destituido al frente del programa en 2002, tras referirse a la socialista Leire Pajín como 'morritos Jagger'.
En ese momento se encarga la dirección al periodista Rafael Martínez Durbán y la presentación a Diana Arias. Martínez Durbán fue sustituido en 2004 por Prudencio Medel y desde 2012, Arias auna la dirección y la presentación.
Desde 2014 pasa e emitirse en Canal 24 horas

## Polémicas
En junio de 2013 el espacio saltó a las páginas de los periódicos de tirada nacional, al interpretarse que atribuía la autoría de los Atentados del 11 de marzo de 2004 a la banda terrorista ETA. El programa se vio obligado a pedir disculpas.

## Premios
- Premio "Luis Carandell" de Periodismo Parlamentario (2010), entregado por el Príncipe Felipe.[14]

## Presentadores
- Alberto Delgado (1978).
- Manuel Almendros (1980-82).
- Adela Cantalapiedra (1982).
- Rosa María Artal (1983).
- Florencio Solchaga (1983-1984).
- María Teresa Campos (1985-1986).
- Manuel Lombao (1988-1996).
- Santiago López Castillo (1996-2002).
- Diana Arias (2002- ).

## Directores
- Mauro Muñiz (1978-1981).
- Santiago López Castillo (1981-1982).
- Manuel Roglán (1983-1984).
- Manuel Lombao (1988-1996).
- Santiago López Castillo (1996-2000).
- Rafael Martínez Durbán (2000-2001).

+ Pedro Fernández Vicente (2001-2004)
- Prudencio Medel (2004-2011).
- Diana Arias (2012- ).